# محمدرضا اردبیلی
محمدرضا اردبیلی از سیاستمداران ایرانی بود، که در دوره‌های
دهم
، یازدهم،
دوازدهم،
سیزدهم بعنوان نماینده اردبیل در مجلس شورای ملی حضور داشت.